# Bdelyrus gilli
Bdelyrus gilli (лат.) — вид пластинчатоусых жуков рода Bdelyrus из подсемейства скарабеины (Scarabaeinae). Неотропика: Колумбия.
Вид назван в честь коллектора типовой серии  Bruce Gill.

## Описание
Длина тела от 5,98 мм до 6,59 мм, ширина до 3,82 мм. Клипеус сильно выступающий вперёд. Межглазничное расстояние равно 5,8 диаметрам глаз; клипеус, лоб и щёки грубо пунктированные. Основная окраска тела коричневато-чёрная, блестящая. Навозный жук, населяет вечнозелёные тропические леса Амазонии. Встречается в июне-июле. Усики с 3-члениковой булавой. Задние голени с одной вершинной шпорой. Вид был впервые описан в 1998 году канадским энтомологом Джойсом Куком (Joyce Cook, North Augusta, Онтарио, Канада) по материалам, собранным в Колумбии.